# Trần Định Định
Trần Định Định (tiếng Trung: 陈定定; bính âm: Chén Dìngdìng) là một nhà khoa học chính trị Trung Quốc có sở thích nghiên cứu về chính sách đối ngoại của Trung Quốc, an ninh châu Á, chính trị Trung Quốc và nhân quyền. Ông là Giáo sư về Quan hệ quốc tế và Phó Viện trưởng Viện Nghiên cứu Con đường Tơ lụa Thế kỷ 21 tại Đại học Tế Nam, Quảng Châu, Trung Quốc. Ông là thành viên không thường trú tại Viện Chính sách Công Toàn cầu (GPPi), nhà nghiên cứu thỉnh giảng tại Đại học Johns Hopkins SAIS, nhà nghiên cứu tại Trung tâm Toàn cầu hóa, Đại học Thanh Hoa, và là giám đốc sáng lập của Viện Intellisia (海国图智研究院), một think tank độc lập của Trung Quốc tập trung vào các vấn đề quốc tế. Kể từ năm 2014, Trần Định Định là cộng tác viên hàng tuần cho tạp chí The Diplomat.
Ông có bằng cử nhân Kinh tế Quốc tế của Đại học Nhân dân Trung Quốc và bằng Thạc sĩ và Tiến sĩ khoa học chính trị của Đại học Chicago. Từ năm 2005 đến 2006, ông là giảng viên thỉnh giảng tại Bộ Chính trị tại Đại học Dartmouth. Từ năm 2006 đến 2007, ông là Nghiên cứu sinh tại Đại học Harvard. Từ năm 2009 đến 2016, Trần Định Định là trợ lý giáo sư tại Đại học Ma Cao, giảng dạy Chính trị Trung Quốc và quan hệ quốc tế. Từ năm 2014 đến 2018, ông là phó chủ tịch Hiệp hội Nghiên cứu Quốc tế (khu vực Châu Á Thái Bình Dương).
Ông cũng là một dịch giả học thuật. Ông đã dịch cuốn Why Nations Fight của Richard Ned Lebow, Destined for War của Graham Allison và The Grand Strategy of the Byzantine Empire của Edward N. Luttwak sang tiếng Trung Giản thể.